# Великов, Максим Максимович
Максим Максимович Великов (род. 21 октября 2005, Москва) — российский хоккеист, нападающий.

## Биография
Сын хоккеиста Максима Великова. Воспитанник ЦСКА. В сезонах 2021/22 — 2023/24 играл в команде МХЛ «Красная армия». 2 июня 2024 года был обменян в «Салават Юлаев». 8 сентября 2024 года в домашнем матче против «Трактора» (2:1 Б) дебютировал в КХЛ. В дальнейшем стал играть за команду ВХЛ «Торос».